# 아폴터른 암 알비스역
아폴터른 암 알비스역(독일어: Affoltern am Albis)은 스위스 취리히주에 있는 기차역으로 아폴터른 암 알비스 지자체에 위치해 있다. 이 역은 아폴터른 암 알비스 철도 라인을 통해 취리히에서 추크까지 연결되며, 취리히 S-반 S5 라인의 중간 정류장이자, S14 라인의 종점이다.
아폴터른 암 알비스역은 취리히 중앙역에서 30분 미만 거리에 있다. 추크 측에는 거의 사용되지 않는 3개의 사이딩과 OVA 사이트의 이전 사이딩이 있다. 2개의 플랫폼 선로가 있는 오래된 역은 2001년에 완전히 재건되었다. OVA 사이트의 건널목은 폐지되고, 자전거와 승객용 지하도가 대체되었다. 역은 세 번째 플랫폼 선로를 받았고 모든 건물이 교체되었다. 역 앞마당이 재건되고 버스 정류장이 건설되었다. 통합 버스터미널에는 이 지역과 캄, 취리히, 무리 및 탈빌로 가는 임시 버스 노선 6개를 위한 8개의 정류장이 있다. 2002년 9월 현재의 역은 축제로 개통되었다.

## 갤러리
- 역 앞면
- 역사 건물